# Paul Völckers
Paul Gustav Völckers (* 15. März 1891 in Kiel; † 23. Januar 1946 in Wladimir in der Sowjetunion) war ein deutscher Offizier, zuletzt General der Infanterie der Wehrmacht im Zweiten Weltkrieg.

## Leben
Völckers trat im März 1910 als Fähnrich in die Armee ein und diente als Offizier im Ersten Weltkrieg, u. a. als Kompanieführer bei dem 5. Garde-Regiment zu Fuß. 1917 war er als Oberleutnant und Ordonnanzoffizier beim Infanterie-Regiment 27.
Nach Ende des Krieges wechselte er in die Reichswehr und wirkte als Kommandeur und Generalstabsoffizier in verschiedenen Einheiten.
In der Wehrmacht führte er als Oberst von Februar 1937 bis Oktober 1940 das Infanterie-Regiment 115 (Darmstadt) der 33. Infanterie-Division. Mit der Division nahm er am Westfeldzug teil. Anschließend führte er die 15. Schützen-Brigade. Er war von Mitte April 1941 bis Januar 1942 erster Befehlshaber der deutschen Heeresmission in Bulgarien, bis Juli 1941 als General des deutschen Heeres bei der königlich-bulgarischen Heeresleitung und dann als Chef des Deutschen Ausbildungsstabes bei der königlich-bulgarischen Heeresleitung und Militärattaché Sofia. Von Januar 1942 bis April 1943 war er im Rang eines Generalmajors Kommandeur der 78. Infanterie-Division, welche bei der Operation Mars fast vollständig vernichtet wurde. Seine Beförderung zum Generalleutnant war im September 1942 erfolgt. Im Juni 1943 übernahm Völckers als Kommandierender General die Führung des XXVII. Armeekorps und wurde im September 1943 zum General der Infanterie befördert. Während der Operation Bagration wurde er am 9. Juli 1944 auf seinem Gefechtsstand von Soldaten der 385. Infanteriedivision der  Roten Armee in der Region Mogilew (Weißrussland) gefangen genommen.
Während seiner Gefangenschaft betätigte er sich im Bund Deutscher Offiziere, der im Nationalkomitee Freies Deutschland organisiert war. In dieser Funktion gehörte er zu den Mitunterzeichnern des Aufrufs der 17 Generale vom 27. Juli 1944 und des Aufrufes von 50 kriegsgefangenen Generalen An Volk und Wehrmacht vom 8. Dezember 1944. Völckers starb 1946 in sowjetischer Kriegsgefangenschaft.

## Auszeichnungen
- Eisernes Kreuz (1914) II. und I. Klasse
- Spange zum Eisernen Kreuz II. und I. Klasse
- Deutsches Kreuz in Gold am 1. April 1942
- Ritterkreuz des Eisernen Kreuzes am 11. Dezember 1942[9]